# 王锦峰
王锦峰（1972年10月—），男，中华人民共和国外交官，现任中华人民共和国驻牙买加特命全权大使。

## 生平
王锦峰曾任外交部亚洲司副处长、外交部中印边界事务办公室副主任、驻马来西亚大使馆政治处主任、驻印度尼西亚大使馆东盟事务办公室主任、驻印度大使馆政务参赞、外交部边界与海洋事务司参赞、外交部高级外交官创新实践委员会培训案例组副组长。2022年，升任外交部边界与海洋事务司副司长。2025年8月，出任中华人民共和国驻牙买加大使兼常驻国际海底管理局代表。